# Renault TRM 2000

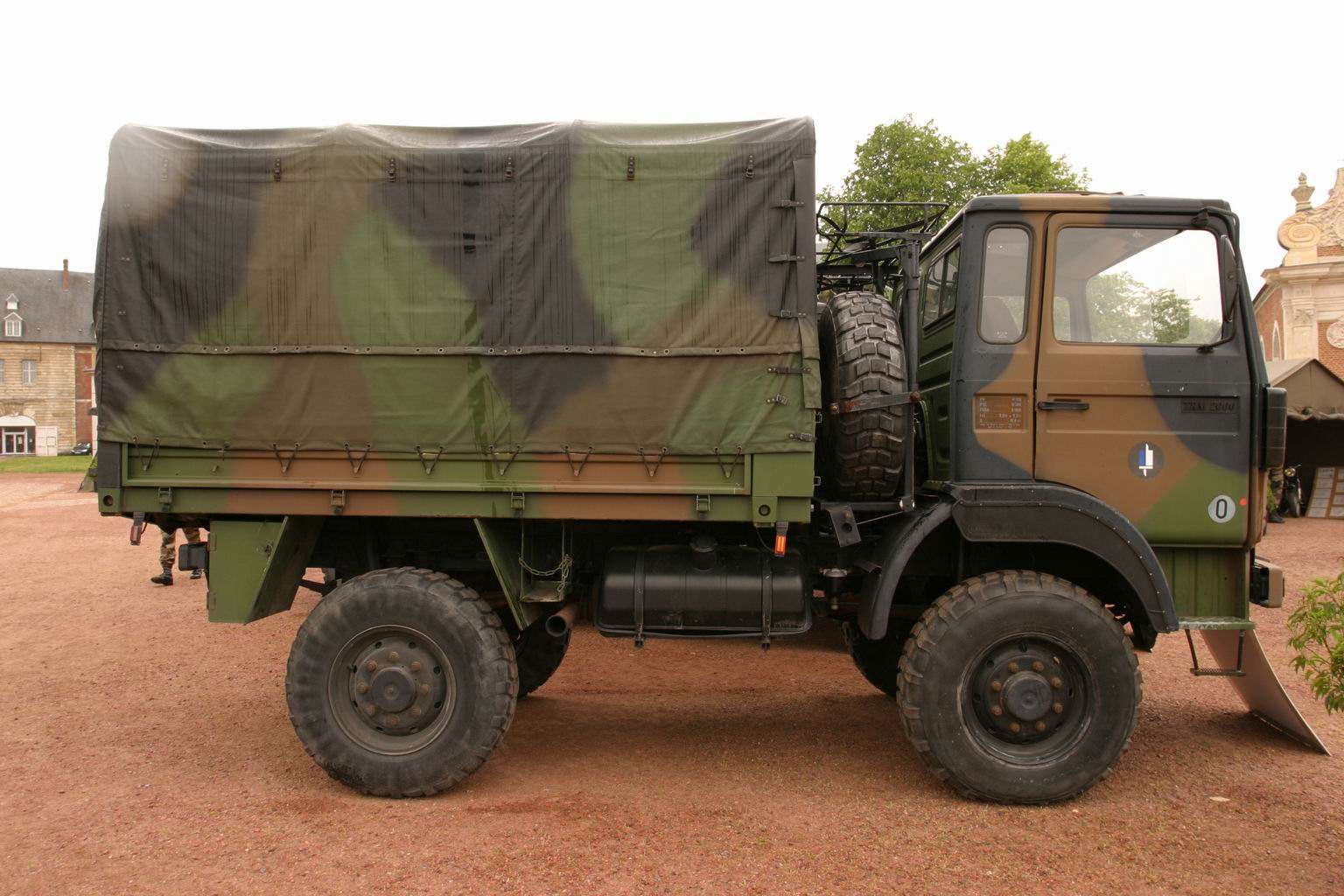
TRM-2000 (rechte Seite)

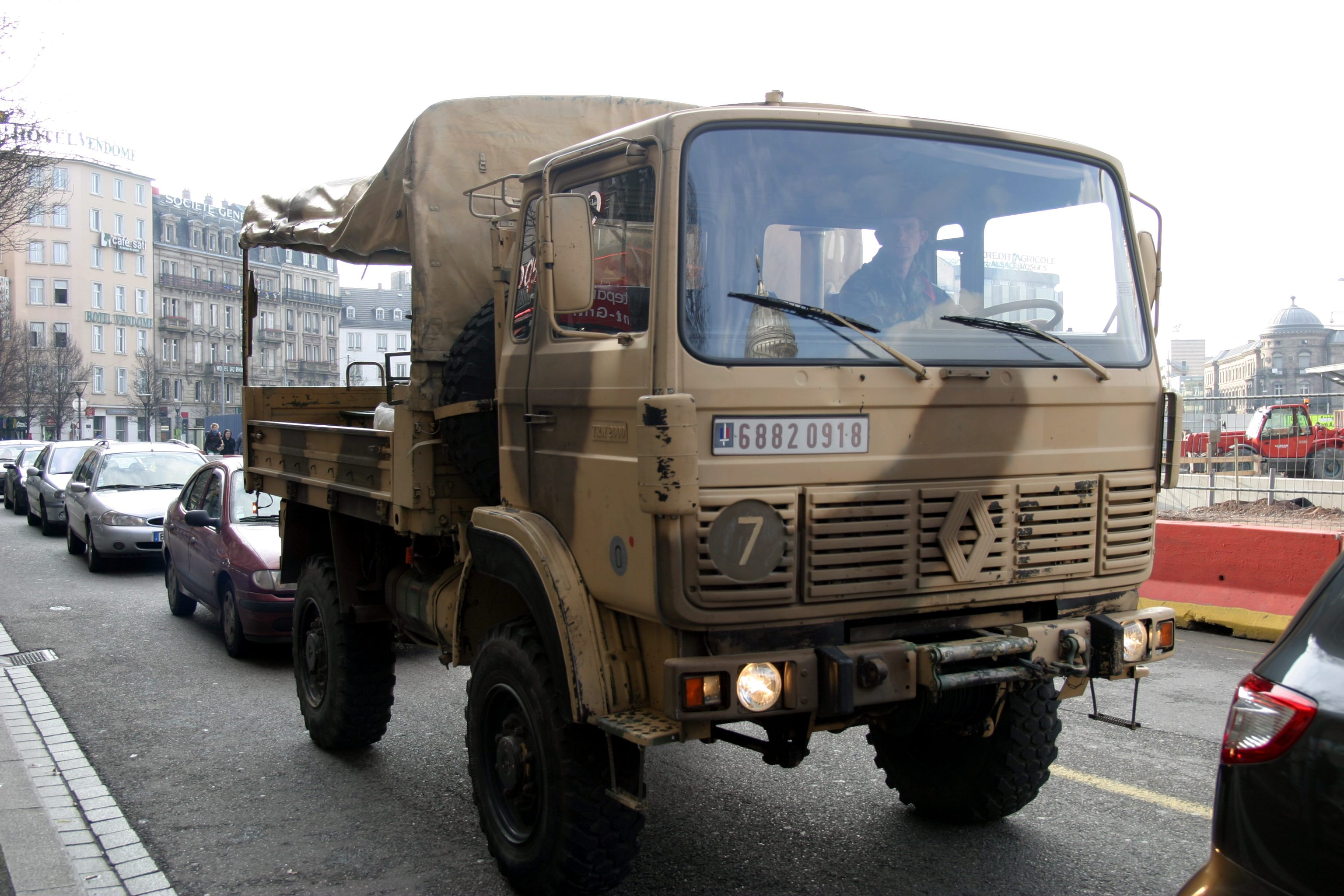
TRM-2000

Der TRM 2000 ist ein französischer leichter Lastkraftwagen (4×4) von Renault Trucks. Er ist vor allem für den Transport militärischer Lasten bestimmt, es existieren aber auch Varianten für andere Aufgaben.

## Geschichte
Die Produktion des Renault TRM 2000 begann im Jahr 1981. Es wurden 140 Lkws pro Monat hergestellt. Ursprünglich plante die französische Armee insgesamt 12.000 Fahrzeuge zu beschaffen, aber aufgrund von Budgetkürzungen wurde diese Zahl nicht erreicht. Der TRM 2000 wurde in zwei Versionen gebaut, die sich äußerlich kaum unterscheiden. Beide Versionen überzeugen durch ihre hervorragende Off-Road-Eigenschaften.

## Kampfeinsätze
Der Renault TRM 2000 wird im Russisch-Ukrainischen Krieg von der Ukraine eingesetzt. Laut dem Oryx-Blog gingen mit Stand Juni 2025 mindestens zwei Fahrzeuge verloren.

## Technische Daten
- Antriebsformel: 4×4
- Besatzung der Standardausführung: 2 Mann (bis zu 12 Soldaten auf der Ladefläche)
- Leergewicht: 3,98 t
- max. Zuladung: 2,3 t
- Abmessungen:
  - Länge: 5,0 m
  - Breite: 2,2 m
  - Höhe: 2,7 m
- Motor: Dieselmotor von Renault
  - Hubraum: 3,6 Liter
  - Leistung: 117 PS
  - Verbrauch: 23 Liter pro 100 km
- Geschwindigkeit:
  - auf der Straße: 89 km/h
  - im Gelände: 43 km/h
- Reichweite: 650 km
- Wattiefe: 0,9 m